# Скандинавія (містечко, Вісконсин)
Скандинавія (англ. Scandinavia) — місто (англ. town) в США, в окрузі Вопака штату Вісконсин. Населення — 371 особа (2020).

## Демографія
Згідно з переписом 2010 року, у місті мешкало 1066 осіб у 426 домогосподарствах у складі 329 родин. Було 534 помешкання
Расовий склад населення:
| - 98,4 % — білих - 0,4 % — корінних американців - 0,4 % — азіатів - 0,1 % — чорних або афроамериканців |

До двох чи більше рас належало 0,5 %. Частка іспаномовних становила 0,4 % від усіх жителів.
За віковим діапазоном населення розподілялося таким чином: 23,4 % — особи молодші 18 років, 59,3 % — особи у віці 18—64 років, 17,3 % — особи у віці 65 років та старші. Медіана віку мешканця становила 45,1 року. На 100 осіб жіночої статі у місті припадало 111,9 чоловіків;  на 100 жінок у віці від 18 років та старших — 106,8 чоловіків також старших 18 років.
Середній дохід на одне домашнє господарство  становив 85 741 долар США (медіана — 65 313), а середній дохід на одну сім'ю — 89 147 доларів (медіана — 81 250). Медіана доходів становила 57 679 доларів для чоловіків та 48 417 доларів для жінок. За межею бідності перебувало 6,9 % осіб, у тому числі 4,4 % дітей у віці до 18 років та 6,6 % осіб у віці 65 років та старших.
Цивільне працевлаштоване населення становило 605 осіб. Основні галузі зайнятості: виробництво — 28,3 %, освіта, охорона здоров'я та соціальна допомога — 24,0 %, фінанси, страхування та нерухомість — 10,9 %, мистецтво, розваги та відпочинок — 6,9 %.